# Dimension Data for Qhubeka Continental Team
Dimension Data for Qhubeka is een Zuid-Afrikaanse continentale wielerploeg die in 2016 werd opgericht. Het is de opleidingsploeg van Dimension Data, dat vanaf 2016 deelneemt aan de UCI World Tour. Het team bestaat uit Afrikaanse renners van maximaal 23 jaar oud.

## 2016

### Renners
| Naam                        | Geboortedatum | Nationaliteit | Ploeg 2015                       |
| --------------------------- | ------------- | ------------- | -------------------------------- |
| Stefan de Bod               | 17-11-1996    | Zuid-Afrika   |                                  |
| Nicholas Dlamini            | 12-08-1995    | Zuid-Afrika   |                                  |
| Metkel Eyob                 | 04-09-1993    | Eritrea       |                                  |
| Amanuel Gebrezgabihier      | 17-08-1994    | Eritrea       |                                  |
| Ryan Gibbons                | 13-08-1994    | Zuid-Afrika   |                                  |
| Keagan Girdlestone          | 30-04-1997    | Zuid-Afrika   |                                  |
| Jayde Julius                | 27-08-1993    | Zuid-Afrika   | MTN-Qhubeka (stagiair vanaf 1-8) |
| Junrey Navarra (vanaf 10-9) | 01-02-1992    | Filipijnen    |                                  |
| Valens Ndayisenga           | 01-01-1994    | Rwanda        |                                  |
| Shameeg Salie               | 29-08-1995    | Zuid-Afrika   |                                  |
| Bonaventure Uwizeyimana     | 04-01-1993    | Rwanda        |                                  |